# 上海公共租界工部局宰牲场
上海公共租界工部局宰牲场位於上海市虹口區沙涇路10號、29号，2005年列入第四批上海市优秀历史建筑，2014年被列为第八批上海市文物保护单位，2019年10月16日獲中華人民共和國國務院正式核定為第八批全国重点文物保护单位的234處近現代重要史跡及代表性建築之一。

## 歷史

### 宰牲场
为确保上海公共租界的肉类供应，1891年工部局出资白银12,000两，在斐伦路（今九龙路）购置土地2,800平方米，用以建造公共宰牲场，于1892年竣工，俗称四卡子桥杀牛公司。建成后的宰牲场共有3间屠宰间、3间冷冻室。虽然该场已采用自动冲水设备等先进技术，但其处理能力还十分有限：每天仅能宰牛72头，宰羊102头，宰猪40头。为此，宰牲场于1893年进行了一次扩建，1895年又在宰牲场外建造了圈舍，但依然无法满足其日益增长的需要。至1930年代，由于公共租界内人口激增，问题显得尤为突出:在当时，为确保全租界的牛肉供应，平均每天要牛一百余头，到节日时需求量更大。
1931年，工部局卫生处在今虹口区虹口沙泾路购买了18亩土地，并全额出資興建新的宰牲场。建筑由著名英國設計師巴尔弗斯（英語：Balfours）、工部局工程师惠乐（英語：Wheeler）及恩脱白格（英語：Unterburger）共同設計，上海余洪记营造厂建造，至1933年11月竣工，1934年1月投入使用。據記載，建造此場光建築和設備就花費白銀330多萬元，全部投資約為银元39,302,000餘元。建成后每天可以宰杀300头牛、500头羊、100头牛犊和300头猪，是当时远东地区最大的宰牲场，也是全世界最先进的三大现代化宰牲场之一。1935年，宰牲场又扩建了冷库和鲜肉市场。1937年上海沦陷后，宰牲场被日军强占，改稱「市立第一宰牲场」，负责全上海的肉类供应。1945年，上海市卫生局接管了工部局宰牲场，并将其更名为上海市第一宰牲场。1949年后，仍作宰牛场使用。1958年，宰牛场搬迁至徐家汇，原址改为东风肉类加工厂。

### 1933老场坊
1970年，东风肉联厂停产，其建筑被上海市食品研究所等多家单位租用。2002年完全停产，一度廢棄。2006年8月，上海创意产业投资有限公司开始着手修缮改造原有建筑，建设创意产业集聚区“1933老場坊”，用於會展辦公、活動宴會、旅遊休閒等，并于2007年开业。

## 设计
本場占地面积1.5公顷，总建築面積約3.17萬平方米，由四座建筑组成，所用建筑材料乃至沙石全部来自英国。共使用水泥5000余立方米，钢筋2000余根。

### 主体建筑
主体建筑是宰牲场屠宰车间所在地，位于沙泾路10号，是一座四層钢筋混凝土框架结构的建筑，建筑式样为巴西利卡式。建筑墻體厚50厘米，兩層墻壁中間采用中空形式，在缺乏先進技術的1930年代，巧妙利用物理原理實現溫度控制，在炎熱的夏天依然可以保持較低的溫度。墙面上开有若干通气孔，即使在门窗紧闭的冬天也能保证圈舍通风良好。建筑地面采用汰石子水泥，防止牲畜在走动时打滑。建筑的屋顶呈二十四角形。
建筑中部主要为屠宰车间，周围为圈舍，设有30座廊桥作为楼梯和各个部分相连的通道。廊桥宽窄各异，以确保人畜分离，并有效分流不同体量的牲畜。圈舍内的栏杆为2.5英寸白铁皮管，较为坚固。屠宰车间内设有一条2.25英里的传送带，待宰牲畜被置于特制密闭器械内，以枪击或电击方法处死。这样既可以防止牲畜挣扎，也较为人性化。经流水线处理的肉类产品通过轨道送入「冷所」。

### 处理工厂
处理工厂位于主体建筑西侧沙泾路29号，是一座三层钢筋混凝土结构的建筑。工厂内设有三台蒸汽锅炉，供应全场的暖气和屠宰车间烫毛所需热水。还设有熬油器、凝血器和附属设备，将不合格的牲畜肉和死畜熬成油，制作肥皂和肥料。病畜则会经焚化锅炉焚毁。

### 其余设施
宰牲场内还设有冷藏室，鲜肉市场等设施。来自屠宰车间的成品会被置于阴暗通风的「冷所」冷却，之后经检验室检验，合格产品依质量盖以「First Quality」，「Second Quality」图章，过磅后送鲜肉市场销售。不合格产品会在处理工厂被处理。鲜肉市场可容千余头已宰牲畜。未售鲜肉也会置于冷库分类保存。

## 相關電影
- 《大李，小李和老李》（導演：謝晉），片中名為富民肉類加工廠。
- 《功夫》（導演：周星馳）
- 《小時代》（導演：郭敬明）[9]

## 图集

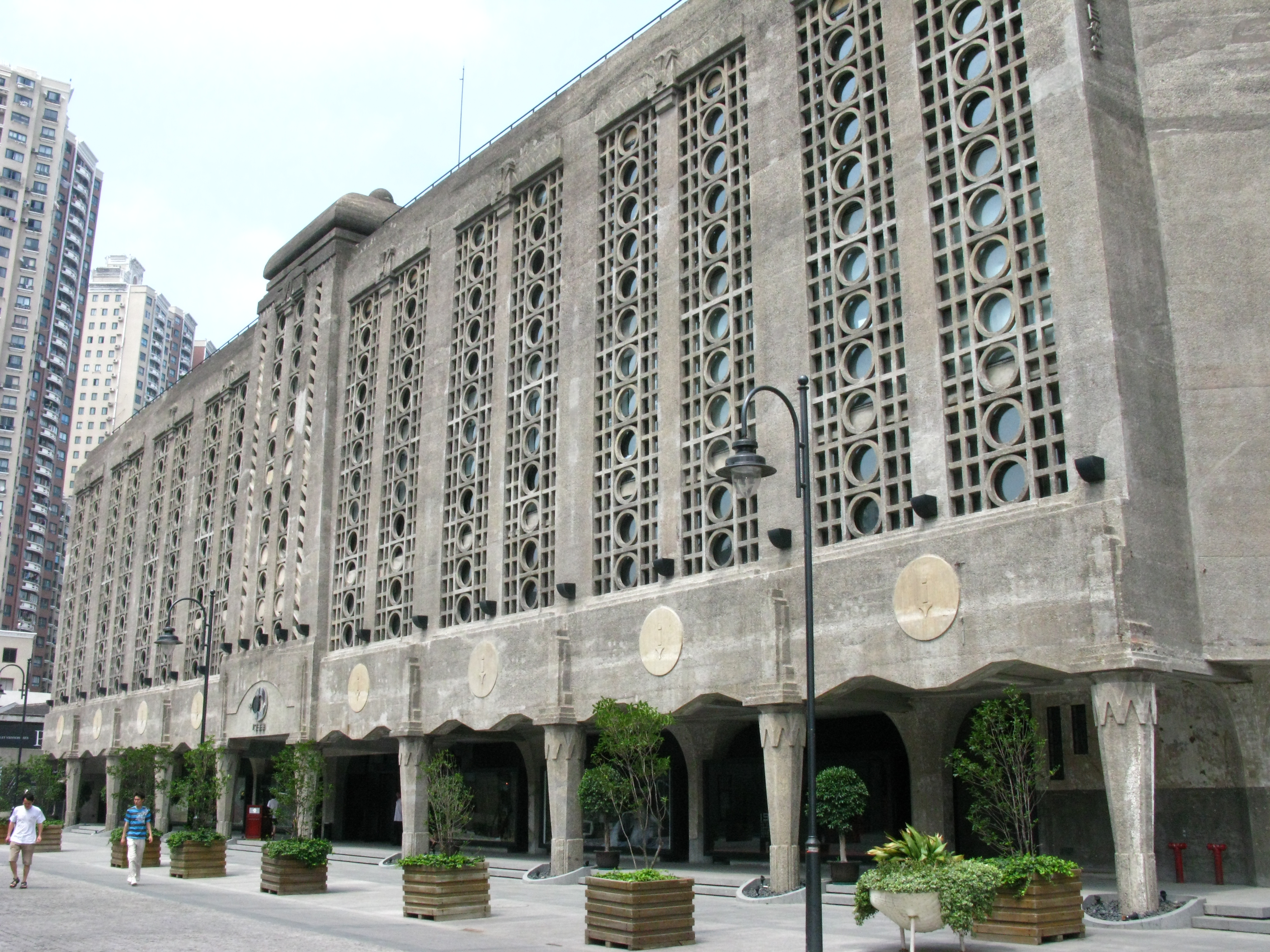
宰牲场外观
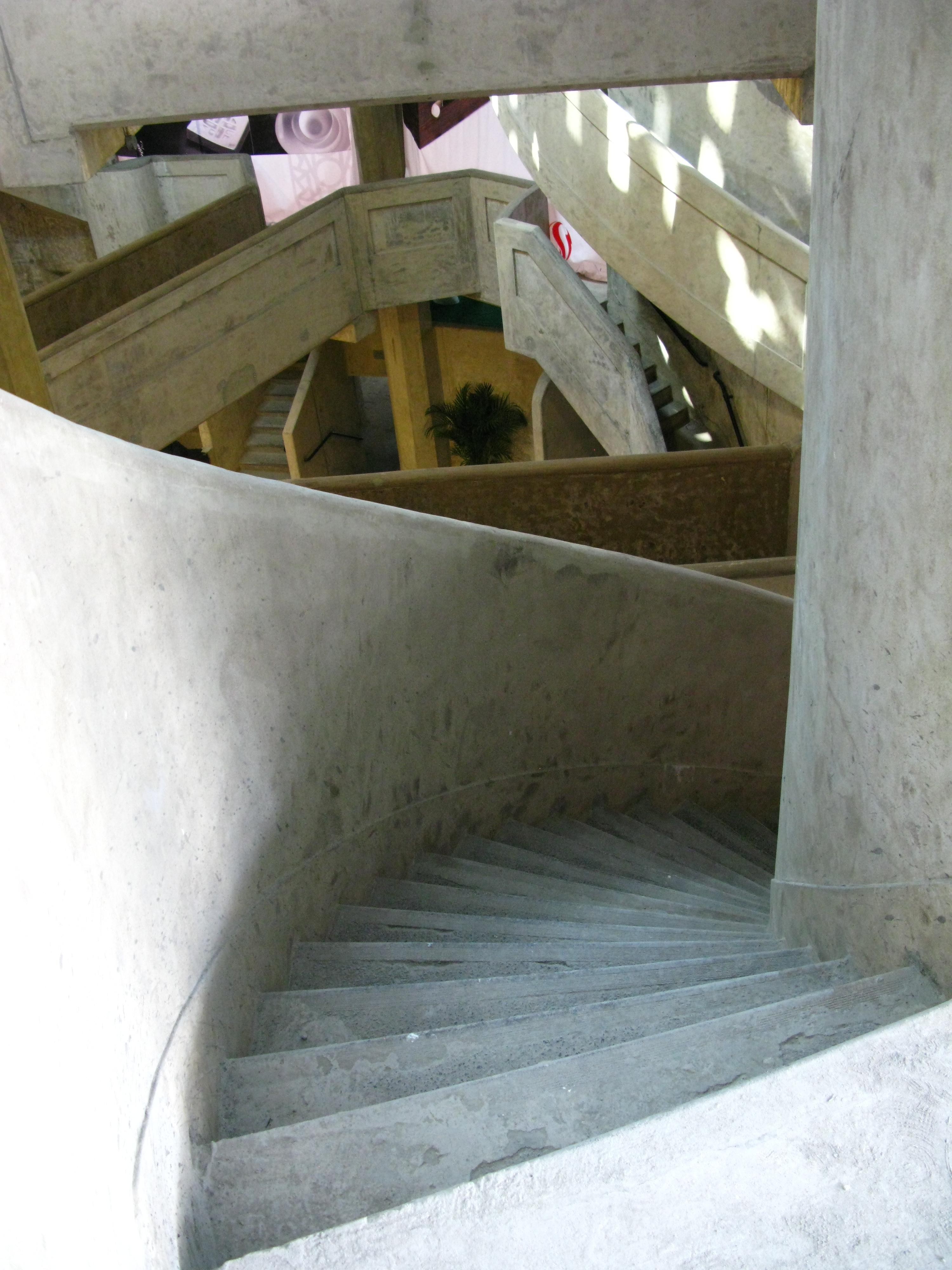
人行通道
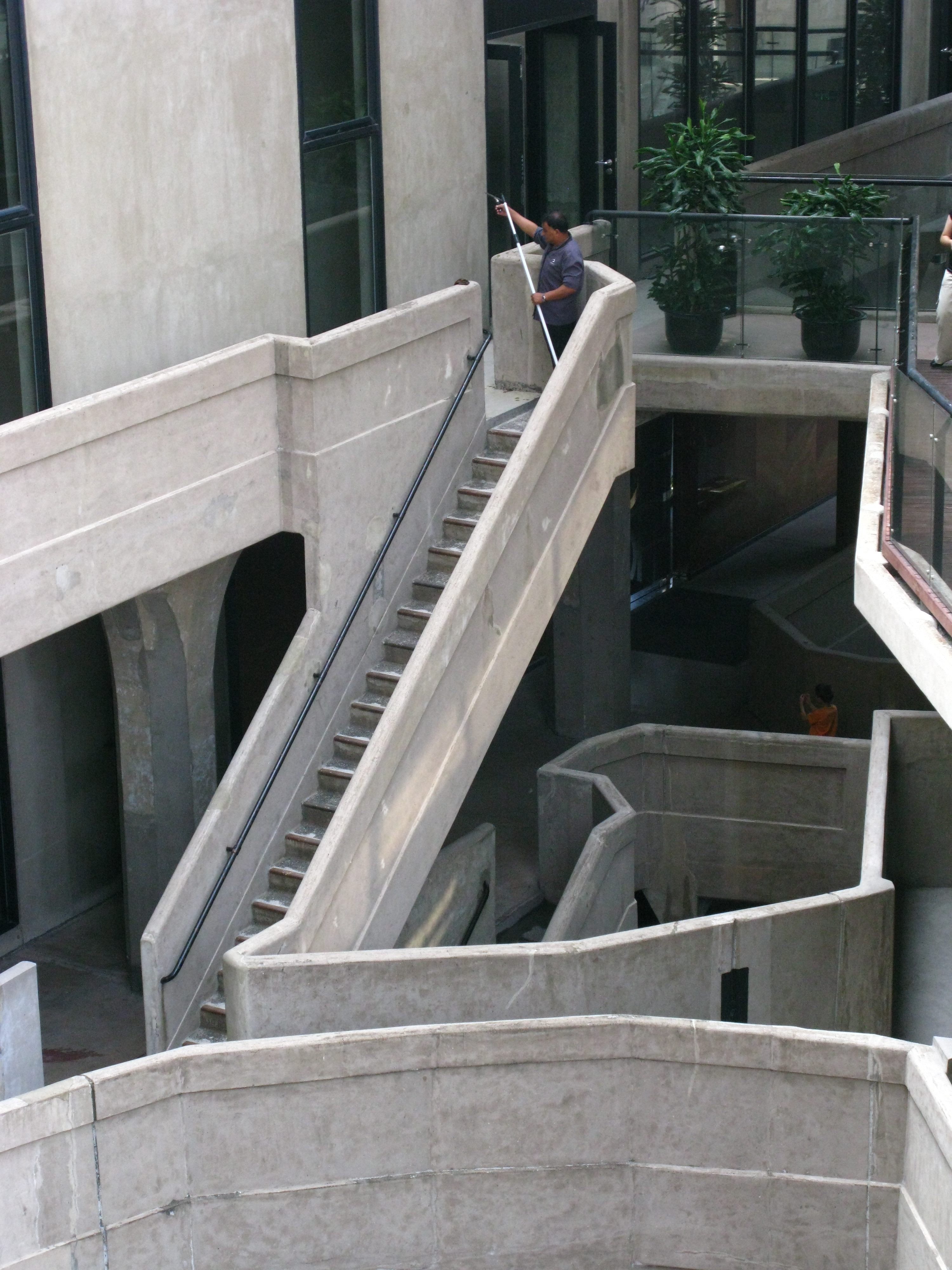
错综复杂的人行通道和牲畜通道
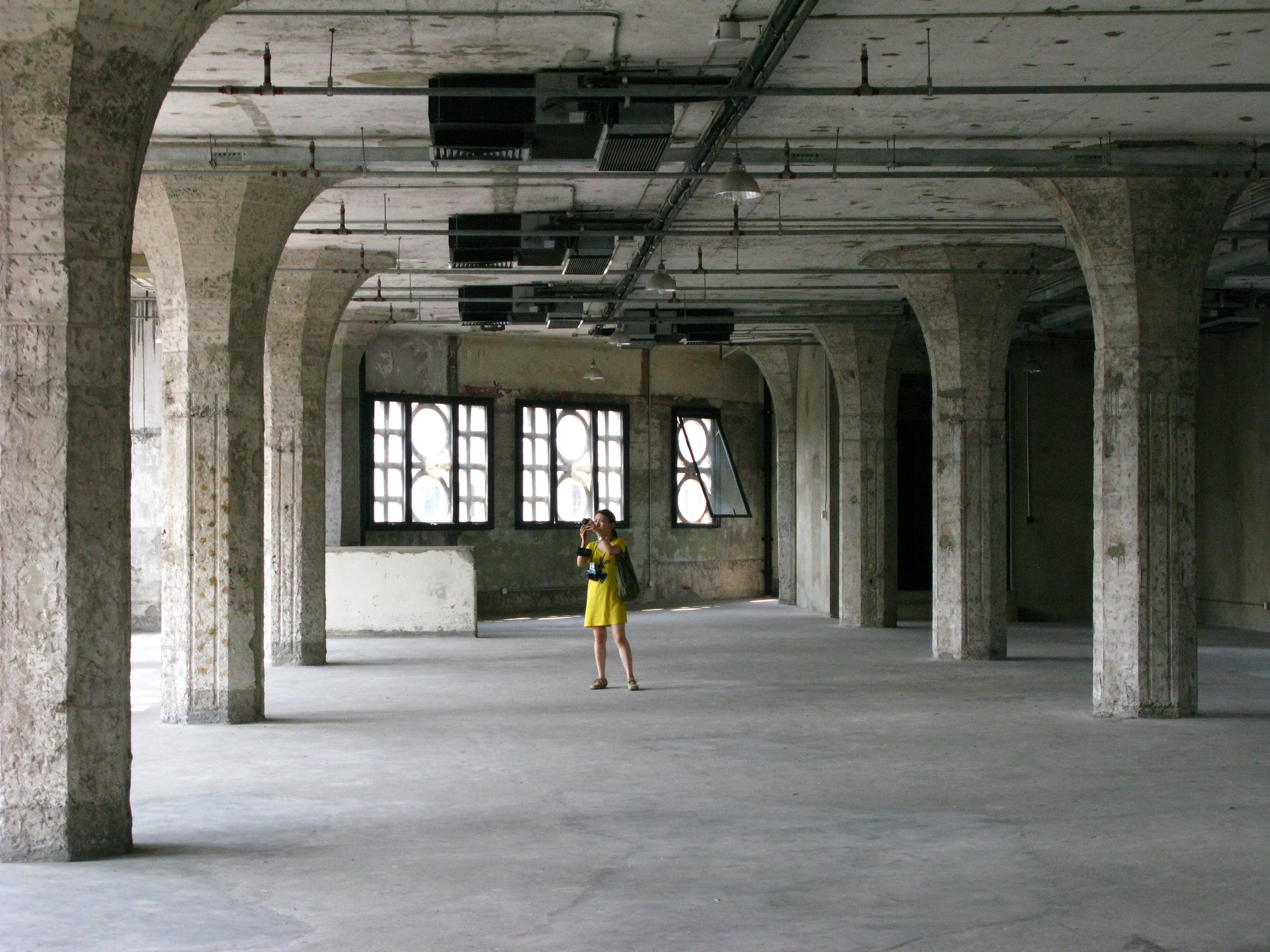
宽敞的内部空间
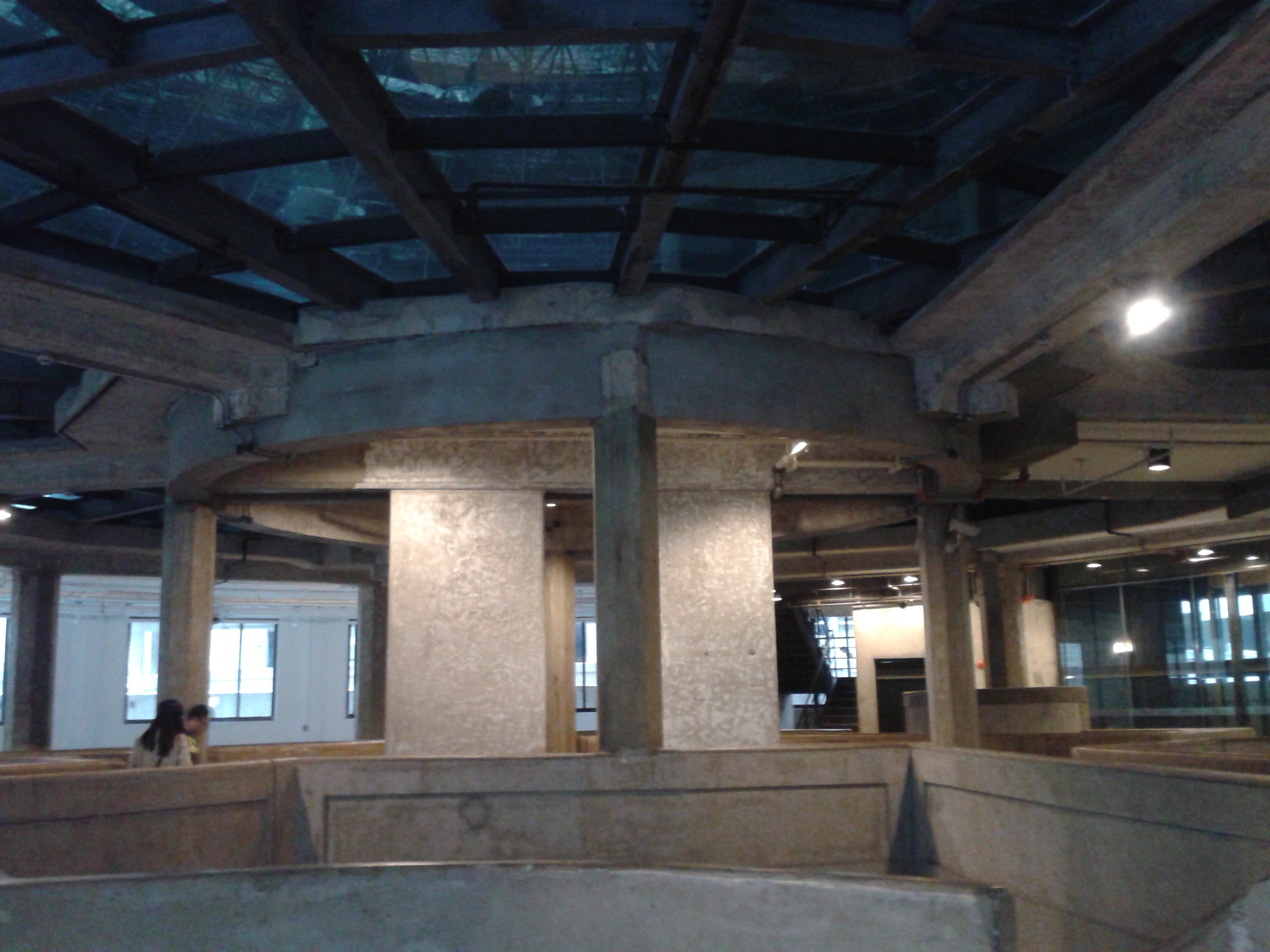
屠宰车间内景